# Амфіболіт

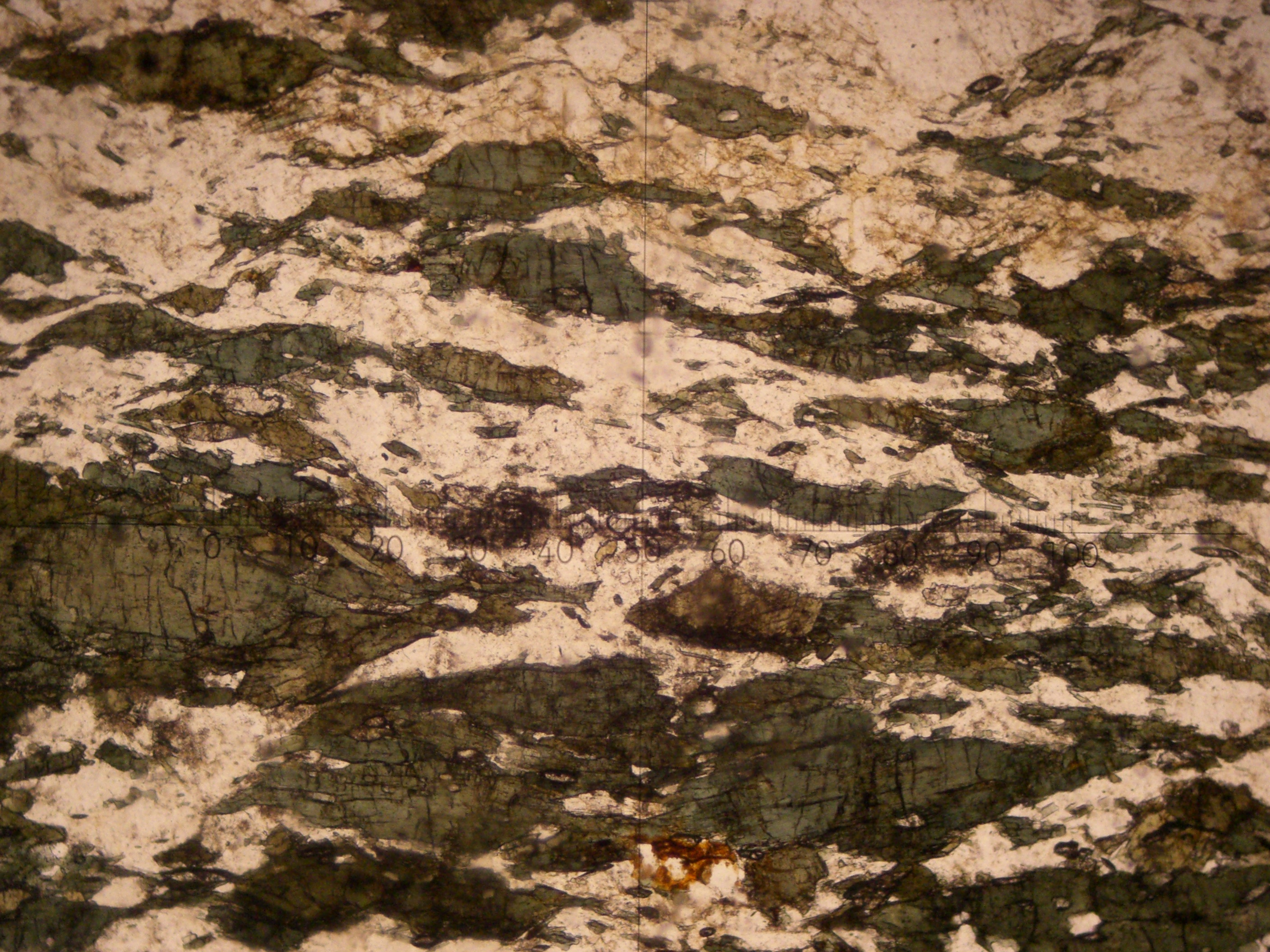
Структура амфіболіту під мікроскопом

Амфіболі́т — метаморфічна гірська порода, яка складена головним чином мінералами груп амфіболів та плагіоклазів, присутня рогова обманка.

## Властивості й походження
Амфібол найчастіше буває кристалічно - зернистий, зеленого кольору. Утворюється в глибинних метаморфічних базальтів, габро, мергелистих глин з малою кількістю вапна, перидотитів.
Мінеральний склад у відсотках: амфіболи — 40; піроксени — 10; плагіоклаз — 40; мінерали-домішки — авгіт, хлорит, гранат, діопсид, кварц, рудні мінерали (ільменіт, магнетит).
За складом розрізняють власне амфібол, польовошпатовий амфібол і інші. Амфібол є досить поширеною гірською породою і характерний для докембрійських метаморфічних комплексів.

## Застосування
Місцевий будівельний матеріал. Амфіболіти Приазов'я застосовуються для виробництва кам'яного лиття.